# グラフィティ (企業)
株式会社グラフィティ（英: Graffiti Inc.）は、東京都渋谷区に本社を置く日本の企業。

## 概要
- WEBコンテンツなどの企画、取材制作。
- 若者向け月刊雑誌「Tokyo graffiti」の編集、制作、発行。
- 高校生向け隔月雑誌「HR」の編集、制作、発行。
- 企業広告、パンフレット、学校案内などの企画制作。
- タレントマネージメント。

## 沿革
- 2004年9月 - グラフィティマガジンズ設立
- 2004年9月 - 若者向け雑誌「Tokyo graffiti」創刊
- 2008年11月 - 「Tokyo graffiti」50号記念号を発行
- 2009年3月 - 「Tokyo graffiti」とアパレルメーカー「UNIQLO」とのコラボ本を発行
- 2009年9月 - 「Tokyo graffiti」創刊5周年を迎える
- 2010年3月 - 高校生向け隔月雑誌「HR」(エイチアール）創刊
- 2012年12月 - 「Tokyo graffiti」100号記念号を発行
- 2013年1月 - 株式会社グラフィティに社名変更

## 発行雑誌（定期刊行物）
- 『東京グラフィティ』 若者向けの月刊雑誌。
- 『HR (雑誌)』（エイチアール） 高校生向けの隔月雑誌。

## 所属タレント
- けみお
- けみお＆アミーガチュ
- 佐藤優津季
- 小川紗良
- 大塚麻未
- 永井美夕
- 寺門いずみ
- 清水せれな
- 前田知輝
- 磯崎大知
- 相羽瑠奈
- ぼる
- 中島さくら
- 廣瀬誠
- 菱田里緒菜
- 芝山文香
- 株竹光
- 中村優香
- 星野由衣
- 吉川帆乃花
- 富澤ヘレナ
- 田中里歩
- 若林拓也

### 過去の所属者
- 菅谷哲也
- 栗栖なつみ[注 1]